# Ghosts of Mars
Ghosts of Mars (Fantasmas de Marte de John Carpenter en España, Fantasmas de Marte en Hispanoamérica) es una película del año 2001, escrita y dirigida por John Carpenter y protagonizada por Natasha Henstridge, Ice Cube, Jason Statham y Robert Carradine. El papel de Melanie Ballard iba a ser interpretado originalmente por Courtney Love, quien se hirió un pie antes de comenzar el rodaje y debió ser reemplazada.

## Argumento
En el año 2176 el planeta Marte se ha terraformado en un 84%, lo que permite a los humanos caminar sobre la superficie sin trajes de presión, pudiendo así establecerse la humanidad como colonos del planeta.   
Un día un equipo de policías marcianos liderados por la comandante Helena Braddock (Pam Grier) y Melanie Ballard (Natasha Henstridge) tienen la misión de buscar y trasladar a un peligroso criminal, Desolation Williams (Ice Cube), en un tren blindado de carga de minerales, desde un pequeño pueblo minero poblado por colonos en la superficie del planeta a la ciudad principal de Chyrse de la colonia de humanos en Marte.  
Cuando el comando especial llega a la estación de trenes del pueblo minero, encuentran la ciudad desierta y muchos muertos, cuerpos mutilados y asesinados violentamente. Interrogando al prisionero Williams, todavía prisionero en una celda de la cárcel y unos pocos sobrevivientes ocultos en lugares seguros, se enteran de la mala experiencia en una pasada misión de arqueología bajo el pueblo minero, se había descubierto un túnel llegando a una puerta subterránea creada por una antigua civilización marciana de miles de siglos de antigüedad. 
Cuando se abrió la puerta metálica con el toque de la mano, se liberaron espíritus incorpóreos o "fantasmas" del planeta Marte, se apoderaron de los cuerpos de los mineros trabajadores del pueblo minero mientras duermen, los cuales se vuelven violentos y comienzan a masacrar sistemáticamente a todos los mineros que todavía no están poseídos por los espíritus malignos, cuando los poseídos por los espíritus malignos mueren en forma violenta y ya no pueden ocupar más ese cuerpo, toman posesión de otro cuerpo cercano. 
Reconociendo los exploradores su existencia está en peligro por abrir esta caja de pandora, el equipo de policías y los últimos sobrevivientes de la zona se unen con el criminal para transportar y sus cómplices en el pueblo minero, con la intención de hacer frente a esta nueva amenaza contra toda la existencia de población humana de colonos en Marte, al ser considerados los humanos invasores del planeta por los espíritus malignos. 
En el posterior enfrentamiento en las instalaciones de la cárcel, matan a un minero poseído encerrado en una celda y el espíritu maligno habitando en ese cuerpo, al morir salta y toma posesión de Ballard por sorpresa, mientras ella está dormida en el proceso de toma de posesión de su cuerpo, el equipo de asalto la deja abandonada fuera del patio posterior de la cárcel, y le dan una pastilla de una droga sintética por ella consumida, por ser adicta a esa droga y para poder descansar mejor antes de morir, entonces el espíritu maligno se siente intoxicado por la droga y decide escapar de su cuerpo, ella despierta, recupera y regresa a la cárcel con su equipo de asalto, para preparar la batalla final contra los mineros antes de tomar por asalto la cárcel.
En la batalla final contra los mineros poseídos por los espíritus malignos, logran escapar de la cárcel por el techo y el patio, llegan a la estación del tren en un camión minero capturado, abordan el tren de carga de minerales en su viaje de retorno por las vías del tren, pero antes de llegar a la ciudad capital, todos votan y toman la decisión de regresar en el tren al pueblo minero, consideran la posibilidad de destruir una pequeña planta de energía nuclear construida junto al pueblo minero, para suministrar la energía eléctrica a las actividades mineras, al intervenir en su funcionamiento automático, calentar el núcleo y generar inestabilidad en el reactor, provocando una gran explosión con la esperanza de acabar así con los cuerpos de los colonos poseídos y también con esos espíritus malignos, se comportan como seres vivientes y podrían ser una amenaza en el futuro, para todos los habitantes de la ciudad capital del planeta Marte y los colonos trabajadores de las minas.
El tren se aproxima a la estación del pueblo lentamente para distraer a los poseídos, un comando baja del tren antes de llegar al pueblo minero y entran a la central nuclear, para provocar su falla programada en forma intencional, en esta nueva batalla contra los cuerpos poseídos por demonios al descubrir el tren en la estación y ver al comando especial junto a la central nuclear, todos mueren excepto Ballard y Williams, ellos escapan del pueblo minero con el tren y logran hacer explotar los vagones de carga del tren, con cartuchos explosivos utilizados en la actividad minera y transportados en los vagones del tren como carga de suministro a los pueblos mineros, matando en una violenta explosión a los últimos mineros capturados y cuerpos humanos poseídos con los malignos espíritus, pues abordaron el tren en movimiento cuando trataban de escapar de la estación del pueblo, la central nuclear se recalienta, el núcleo se funde, explota y mueren todos los mineros poseídos, por la expansión de una pequeña explosión nuclear.
William escapa del tren antes de llegar a la ciudad y deja a Ballard inmovilizada en el tren con una cadena esposa policial, Ballard llega a la ciudad principal de los colonos en el tren de conducción automática y hace el reporte final a las autoridades políticas, policiales y militares de la ciudad, de todo lo encontrado en el pueblo minero, la existencia de los espíritus malignos y el prisionero William escapa del tren antes de llegar a la ciudad, el plan de la destrucción del pueblo minero con la explosión de la central nuclear, pero el plan falla y los espíritus malignos avanzan por el planeta lentamente, atacando a los colonos, habitantes y trabajadores en el planeta, empiezan a poseer otros cuerpos humanos de colonos y ahora marchan por la superficie del planeta, tratan de atacar la capital marciana de colonos, Ballard despierta por el sonido de los disparos y se viste, para ingresar a la fuerza policial y combatir contra los espíritus malignos, Williams la busca en la ciudad disfrazado de policía, la encuentra y deciden continuar luchando juntos para encontrar una forma de derrotar a los espíritus malignos.

## Reparto
- Natasha Henstridge - Teniente Melanie Ballard
- Ice Cube - James 'Desolation' Williams
- Jason Statham - Sargento Jericho Butler
- Clea DuVall - Bashira Kincaid
- Pam Grier - Comandante Helena Braddock
- Joanna Cassidy - Dra. Arlene Whitlock
- Richard Cetrone - Big Daddy Mars
- Rosemary Forsyth - Inquisidor
- Liam Waite - Michael Descanso
- Duane Davis - Uno
- Lobo Sebastian - Dos
- Rodney A. Grant - Tres
- Robert Carradine - Rodale

## Producción
En esta película John Carpenter se inspiró en Crónicas marcianas y en su película exitosa llamada Asalto al Precinto 13. Originalmente Courtney Love obtuvo el papel principal, pero se lesionó el tobillo y por ello tuvieron que conseguir un reemplazo rápido que consistió en Natasha Henstridge. También hay que añadir, que al principio fue Jason Statham, el que fue elegido para interpretar a James Williams. Sin embargo, en el último momento, se decidió aun así que Ice Cube lo interpretase en vez de Jason Statham.
La película se rodó en Alburquerque (Nuevo México) durante diez semanas. Se filmó enteramente de noche, mientras que la banda sonora hecha para la producción cinematográfica contiene contribuciones de Anthrax, Steve Vai, Robin Finck y Buckethead.

## Recepción
La película fue estrenada el 24 de agosto del 2001 en los Estados Unidos y fue estrenada en España el 26 de octubre del 2001. La película fue un fracaso de taquilla. Sólo obtuvo en taquilla la mitad de su costo en producción.
La película recibió críticas mixtas por parte de los críticos. Según Espinof, esta película de Carpenter es olvidable, paupérrima y aburrida, que intentó una película de acción apasionante y que no le salió por ningún lado, mientras que Fotogramas cataloga la película como vibrante, contagiosa, musculada y sutil, tenebrosa y tan bien planificada y estructurada como las mejores obras de su autor elogiando además la obra tomando además en consideración los problemas de salud que tiene el director.

## Premios
- Festival Sitges (2001): Una Nominación
- Premio Stinker (2001): Una Nominación